# Gymnosporia oblanceolata
Gymnosporia oblanceolata là một loài thực vật có hoa trong họ Dây gối. Loài này được M.A.Lawson mô tả khoa học đầu tiên năm 1875.